# Heavy D & The Boyz-diszkográfia
A Heavy D & The Boyz diszkográfiája 8 stúdióalbumot, 14 kislemezt, és két válogatásalbumot foglal magába.

## Albumok
| Living Large     | - Megjelent: 1987 - Label: Uptown - Formátum: CD, MC, LP                            | 92 | 10 | —  | —  |                  |  |  |  |  |
| Big Tyme         | - Megjelent: 1989 június 12. - Label: Uptown/MCA - Formátum: CD, MC, LP             | 19 | 1  | —  | —  | - RIAA: Platinum |  |  |  |  |
| Peaceful Journey | - Megjelent: 1991 július 2. - Label: Uptown/MCA - Formátum: CD, MC, LP              | 21 | 5  | 47 | 40 | - RIAA: Platina  |  |  |  |  |
| Blue Funk        | - Megjelent: 1993 január 12. - Label: Uptown - Formátum: CD                         | 40 | 7  | 90 | —  | - RIAA: Arany    |  |  |  |  |
| Nuttin’ But Love | - Megjelent: 1994 május 25. - Label: Uptown - Formátum: CD, MC, LP                  | 11 | 1  | —  | —  | - RIAA: Platina  |  |  |  |  |
| Waterbed Hev     | - Megjelent: 1997 április 22. - Label: Uptown/Universal - Formátum: CD, MC, LP      | 9  | 3  | —  | —  | - RIAA: Arany    |  |  |  |  |
| Heavy            | - Megjelent: 1999 július 15. - Label: Uptown/Universal - Formátum: CD               | 60 | 10 | —  | —  |                  |  |  |  |  |
| Vibes            | - Megjelent: 2008 december 16. - Label: Stride/Fontana - Formátum: CD, Zeneletöltés | —  | —  | —  | —  |                  |  |  |  |  |
| Love Opus        | - Megjelent: 2011. szeptember 27. - Label: Stride - Formátum: Zeneletöltés          | —  | 75 | —  | —  |                  |  |  |  |  |
|                  |                                                                                     |    |    |    |    |                  |  |  |  |  |

## Kislemezek
| Cím                      | Év   | Helyezések | Helyezések | Helyezések | Helyezések | Helyezések | Helyezések | Helyezések | Helyezések | Helyezések | Helyezések | Díjak        | Album            |
| Cím                      | Év   | US         | AUS        | AUT        | FRE        | NL         | NO         | NZ         | SWE        | SWI        | UK         | Díjak        | Album            |
| ------------------------ | ---- | ---------- | ---------- | ---------- | ---------- | ---------- | ---------- | ---------- | ---------- | ---------- | ---------- | ------------ | ---------------- |
| "Mr. Big Stuff"          | 1987 | —          | —          | —          | —          | —          | —          | —          | —          | —          | 61         |              | Living Large     |
| "We Got Our Own Thang"   | 1989 | 10         | —          | —          | —          | 15         | —          | —          | —          | —          | 69         |              | Big Tyme         |
| "Somebody for Me"        | 1989 | —          | —          | —          | —          | —          | —          | —          | —          | —          | —          |              | Big Tyme         |
| "Gyrlz, They Love Me"    | 1989 | —          | —          | —          | —          | —          | —          | —          | —          | —          | —          |              | Big Tyme         |
| "Big Tyme"               | 1989 | —          | —          | —          | —          | —          | —          | —          | —          | —          | —          |              | Big Tyme         |
| "Is It Good to You"      | 1991 | 32         | —          | —          | —          | 32         | —          | 23         | —          | —          | 46         |              | Peaceful Journey |
| "Now That We Found Love" | 1991 | 11         | 6          | 8          | 39         | 2          | 6          | 10         | 2          | 4          | 2          | - RIAA: Gold | Peaceful Journey |
| "Don't Curse"            | 1991 | 8          | —          | —          | —          | —          | —          | —          | —          | —          | —          |              | Peaceful Journey |
| "Truthful"               | 1993 | 57         | —          | —          | —          | —          | —          | —          | —          | —          | —          |              | Blue Funk        |
| "Who's the Man"          | 1993 | 52         | —          | —          | —          | —          | —          | —          | —          | —          | —          |              | Blue Funk        |
| "Black Coffee"           | 1994 | 60         | —          | —          | —          | —          | —          | —          | —          | —          | —          |              | Nuttin’ But Love |
| "Got Me Waiting"         | 1994 | 20         | —          | —          | —          | —          | —          | —          | —          | —          | —          |              | Nuttin’ But Love |
| "Nuttin’ But Love"       | 1994 | 40         | —          | —          | —          | —          | —          | —          | —          | —          | —          |              | Nuttin’ But Love |
| "Big Daddy"              | 1997 | 18         | —          | —          | —          | —          | —          | 45         | —          | —          | —          | - RIAA: Gold | Waterbed Hev     |

## Válogatások
| Cím                                                                              | Album megjelenés                               |
| -------------------------------------------------------------------------------- | ---------------------------------------------- |
| Heavy Hitz                                                                       | - Megjelent: 2000. szeptember 12. - Label: MCA |
| 20th Century Masters – The Millennium Collection: The Best of Heavy D & The Boyz | - Megjelent: 2002 szeptember 10. - Label: MCA  |

## Közreműködött
| Cím                                           | Év   | Helyezések | Helyezések | Helyezések | Helyezések | Helyezések | Helyezések | Helyezések | Helyezések | Helyezések | Album                              |
| Cím                                           | Év   | US         | AUS        | AUT        | FRE        | NL         | NZ         | SWE        | SWI        | UK         | Album                              |
| --------------------------------------------- | ---- | ---------- | ---------- | ---------- | ---------- | ---------- | ---------- | ---------- | ---------- | ---------- | ---------------------------------- |
| "Alright (Remix)" (Janet Jackson és Heavy D.) | 1990 | 4          | —          | —          | —          | 35         | 28         | —          | —          | —          | Janet Jackson's Rhythm Nation 1814 |
| "Jam" (Michael Jackson és Heavy D.)           | 1992 | 26         | 11         | 22         | 8          | 12         | 2          | 30         | 22         | 13         | Dangerous                          |